# Farm Loop
Farm Loop – jednostka osadnicza w Stanach Zjednoczonych, w stanie Alaska, w okręgu Matanuska-Susitna.